# NGC 2796
NGC 2796 este o galaxie activă situată în constelația Racul. A fost descoperită în 13 martie 1785 de către William Herschel. Se află la o distanță de 99,67 de megaparseci de Pământ.